# 밀링 커터
밀링 커터(Milling cutter)는 일반적으로 밀링 기계나 머시닝 센터에서 밀링 작업을 수행하는 데 사용되는 절삭공구이다. (때로는 다른 공작 기계에서도 사용됨) 기계 내부의 움직임(예: 볼 노즈 밀)이나 커터 모양(예: 호빙 커터와 같은 폼 도구)에서 직접 재료를 제거한다.

## 역사
밀링커터의 역사는 밀링머신의 역사와 밀접하게 연관되어 있다. 밀링은 로터리 파일링에서 발전했기 때문에 1760년대 또는 1770년대 자크 드 보캉송과 같은 알려진 최초의 밀링 커터와 1810년대~1850년대 밀링 선구자(일라이 휘트니, 존슨, 나스미스 등)의 커터 사이에 연속적인 발전이 이루어졌다. 1860년대 브라운 앤 샤프(Brown & Sharpe)의 조셉 R. 브라운(Joseph R. Brown)이 개발한 커터에 이르기까지 이 커터는 치아 거칠기에서 큰 진전을 이루었으며, 간격을 잃지 않고 연속적으로 날카롭게 다듬는다. 드브리스(De Vries, 1910)는 다음과 같이 보고했다. "밀링 커터 과학의 이러한 혁명은 1870년경 미국에서 일어났으며 1873년 비엔나 전시회에서 유럽에 일반적으로 알려졌다. 그러나 지금은 이러한 유형의 유형이 이상하게 보일 수 있다. 커터는 보편적으로 채택되었으며 구 유럽형 커터에 대한 부인할 수 없는 우월성은 더 이상 의심되지 않으며 매우 불신하게 여겨졌으며 유럽 전문가들은 판단을 표현하는 데 매우 소극적이었다. 거친 피치 커터가 도입된 후, 어떤 매우 영리하고 영리한 전문가와 엔지니어들은 고개를 저으며 새로운 절삭 공구를 고려했다. 그러나 1876년 필라델피아에서 열린 세계 박람회에서 유럽 전문가들에게 거친 절삭 공구의 보편적이고 다방면의 적용이 전시되었다. 가장 낙관적인 기대조차 뛰어넘는 피치 밀링 커터에 대해 가장 안목이 있는 엔지니어들은 새로운 유형의 적용이 금속 가공 산업에 제공하는 엄청난 이점을 확신했으며, 그때부터 미국 유형은 천천히 전진했다. 처음에는, 나중에는 빠른 진전을 이루었다."
우드버리는 불규칙한 톱니 간격(1867), 삽입된 톱니 형태(1872), 컷 분할을 위한 나선형 홈(1881) 등을 포함하여 밀링 커터 설계의 다양한 발전에 대한 특허 인용을 제공한다. 그는 또한 수직 밀의 도입으로 엔드밀과 플라이 커터 유형의 사용이 어떻게 확대되었는지에 대한 인용문도 제공한다.
신시내티 밀링 머신 컴퍼니의 홀츠와 드 리우(De Leeuw)의 과학적 연구는 이를 더욱 거칠게 만들었고 F.W. 테일러가 그의 유명한 과학적 절단 연구를 통해 단일 지점 커터에 대해 수행한 작업을 밀링 커터에 적용했다.

## 같이 보기
- 드릴 비트